# Gypona fabula
Gypona fabula är en insektsart som beskrevs av Delong 1980. Gypona fabula ingår i släktet Gypona och familjen dvärgstritar. Inga underarter finns listade i Catalogue of Life.